# آموزش در اسلام

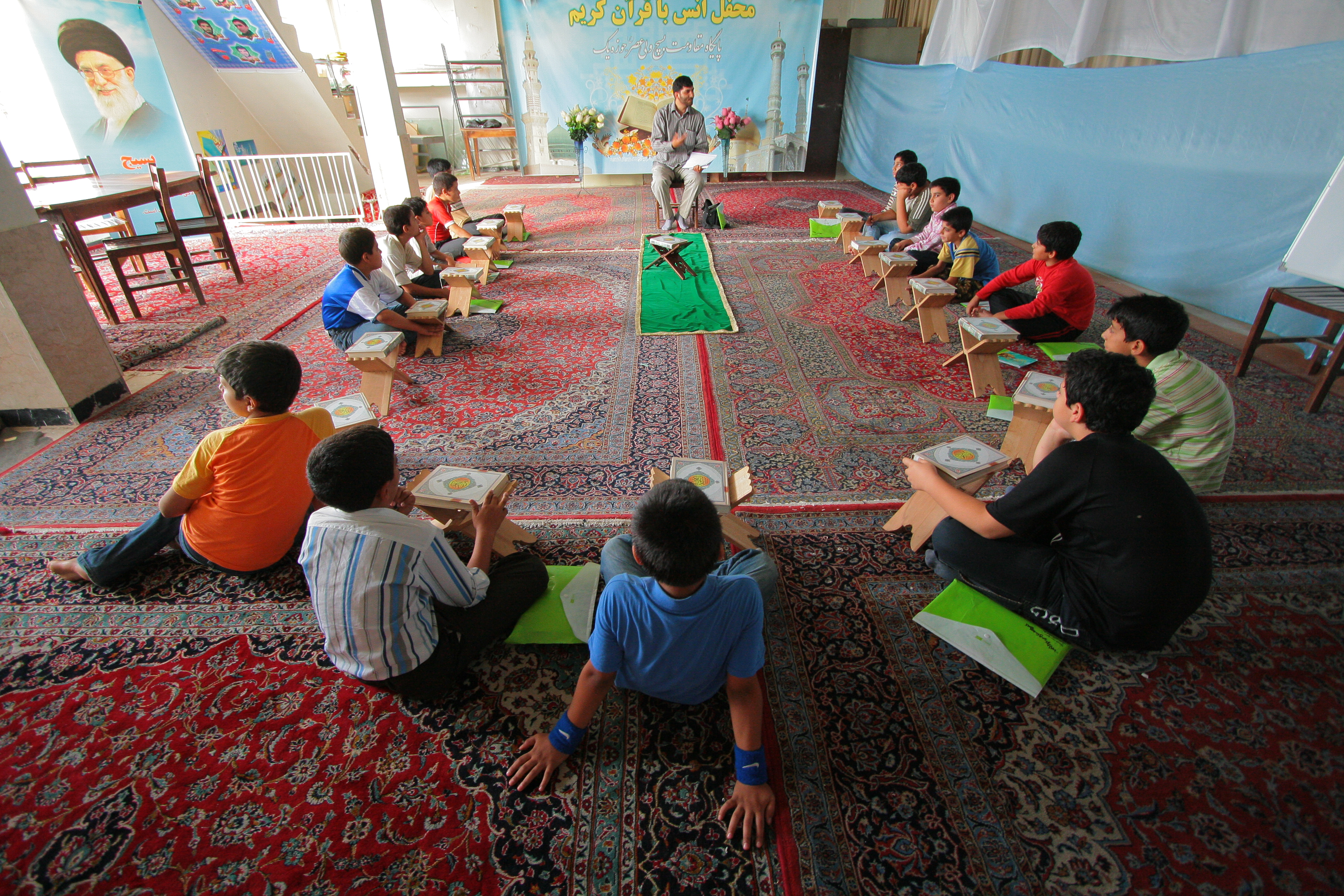
کودکان سر یک کلاس آموزشی مذهبی قرآن در مسجد ولیعصر شهر قم

نخستین معلم در اسلام پیامبر اکرم بود که تعلیم وی بر پایه تعالیم اسلامی بود و نخستین درس‌های آن قرائت قرآن بود، از این جهت نخستین مدارس مسلمانان مساجد آنان بود با توجه به اینکه تعلیم و آموزش خاص مساجد نبود و بسیاری از دانشمندان در خانه‌ها، بیمارستان‌ها، رباط‌ها و جاهای مختلف که حضور می‌یافتند حلقه‌های تدریس را به وجود می‌آوردند؛ سال ۴۵۹ هجری (۱۶۰۶–۱۶۰۷ م) در تاریخ آموزش عصری برجسته به‌شمار می‌آید، در این سال نخستین مدرسه از رشته مدرسه‌های خواجه نظام الملک وزیر بزرگ سلجوقیان ساخته شد و با توجه به عدم متمرکز بودن پیشینه آموزش و عدم برپای حلقه‌های آموزشی در یک جا، این اقدام خواجه باعث نضج و به ثمر رسیدن کار تعلیم در جهات مختلف تمدن اسلامی شد؛ و از طرفی به عنوان یکی از بزرگ‌ترین پایگاه‌هایی مذهبی و تبلیغاتی شرق اسلام در مقابل جامع الازهر قاهره مرکز خلفای فاطمی که با تبلیغات شدید مذهب اهل سنت را تهدید می‌کرد به مبارزه برخیزد.

## آموزش پیش از اسلام
مکتب خواندن و نوشتن شامل دورهٔ اسلامی نمی‌شود به این منظور که قبل از ظهور اسلام هم شاهدمکتب خواندن و نوشتن هستیم، در فتوح البلدان به این موضوع اشاره شده‌است که بشر بن مالک برادر اکیدر بن عبدالملک بن عبدالجن کندی سکونی فرمانروایی دومة الجندل که نصرانی بود به حیره آمد و مدتی در آنجا سکونت می‌گزید وی خط عربی را از اهل حیره بیاموخت و سپس برای کاری به مکه آمد، سفیان بن ابی امیة بن عبدالشمس و ابوقیس بن عبدمناف بن زهرة بن کلاب او را بدیدند که خط می‌نویسد و از وی خواستند که آنان را خط بیاموزد. بشر ایشان را حروف هجا بیاموخت و به آنان خظ نشان داد و چندان که آن دو توانستند بنویسند و این روند یادگیری خواندن و نوشتن به بقیه منتقل شد و سعی در یادگیری آن برآمدند، هر چند عمومیت نداشت و بلاذری در ادامه نقل می‌کند که قبل از ظهور اسلام تنها هفده نفره از قریش به خواندن و نوشتن مسلط بودند

## آموزش در اسلام
اما با آمدن اسلام روند یادگیری به واسطه ارتباط با سایر دولت‌ها، تأسیس دیوان‌های مختلف و به وجود آمدن شغل‌های اداری سرعت بیشتری به خود گرفت و پیامبر اسلام مردم را به این مهم تشویق می‌کرد و به آن اهمیت می‌داد؛ در جنگ‌ها مانند جنگ بدر کسانی را که می‌توانستند خواندن و نوشتن بیاموزند در برابر آموختن به دیگران آن‌ها را آزاد می‌کرد و این فدیه آزادی نامسلمانان بود
از طرفی دیگر پیامبر به هنگام مهاجرت از مکه به مدینه سنگ بنایی مسجد قبا را گذاشت که نخستین مسجد در اسلام بود، حلقه‌های علم در این مسجد برگزار می‌شد، و پیامبر (ص) نیز در مسجد خویش در مدینه می‌نشست و به یارانش دین و آیین یاد می‌داد این موضوع اهمیت مساجد را در آموزش آشکار می‌کند، بنابرین مساجد علاوه بر نقش مذهبی نقش بسزایی در زمینه آموزشی ایفا می‌کنند و بی‌دلیل نیس که ساخت مساجد در هر منطقه اسلامی لازم و ضروری بود و جز اولویت‌ها قرار داشت.
در کتاب تاریخ آموزش در اسلام به نقل از مقریزی عنوان می‌کندکه عمر بن خطاب به استانداران خود در بصره (ابوموسی)، کوفه (سعد ابن ابی وقاص) و سوریه و مصر (عمرو عاص) فرمان نامه‌ای فرستاد تا هر کدام مسجد جامعی بسازند تا مردم آن شهر برای برگزاری نماز آدینه در آنجا گرد آیند
از مشهورترین مساجد در حوزه اسلام که آموزش در آن‌ها جایگاه والایی دارد مسجد جامع الازهر در مصر بود، این جامع در اواسط قرن چهارم هجری هم‌زمان با شهر قاهره توسط دولت اسماعیلی مذهب فاطمیان تأسیس شد و قران و فقه در آن تدریس می‌شد و از اقصی نقاط دنیا مانند ترکستان و هندوستان به سوی این مسجد به جهت تدریس روی می‌آوردند و در مجاورت آن زندگی می‌کردند که به مجاورین مشهور شدن و و هر رواقی داشتند، که به رواق شامیان، رواق ایرانیان، رواق مغربیان و … معروف بودند؛ دانشجویان الازهر را در اوایل قرن نهم هجری به ۷۵۰ تن از ممالک مختلف اسلامی ذکر کرده‌اند
علاوه بر مساجد خانه علما هم محلی برای تشکیل مجالس درس و فراگیری علوم دینی و دنیوی بود اشاره کرد، ناصر خسرو به خانه ابوالعلا معری اشاره می‌کند که در خانه او بیش از دویست نفر را برای آموزش شعر و ادب به حضور می‌پذیرفت
برخی ازائمه هم در خانه خود مجالس علمی تشکیل می‌دادند و به تعلیم مشغول می‌شدند؛ و از سویی دیگر سلاطین و حکام هم برای فرزندان خود معلم سرخانه می‌آوردند که در این رابطه می‌توان به خلیفه عباسی مهدی اشاره کرد که بسیاربه تدریس فرزندان خود اهمیت می‌داد.
کتابفروشی‌ها هم در زمینهٔ مکانی برای آموزشی دارای اهمیت بودند که قبل از تشکیل کتابخانه‌های بزرگ و عمومی در زمینه آموزش ایفای نقش می‌کردند، در سرگذشت جاحظ آمده است که وی گاهی دکان کتابفروشی را کرایه می‌کرد و شب‌ها را به خواندن کتاب در آنجا می‌گذراند؛ بعد از تأسیس کتابخانه‌های بزرگ و به واسطه رابطه کتاب و آموزش کتابخانه‌های اسلامی به جایگاهی برای آموزش تبدیل شدند؛ در این رابطه می‌توان به کتابخانه‌های فردی یا خصوصی که شامل کتابخانه‌های ادباء مانند ابوعمرو بن العلاء است که در باب او گفته‌اند که کتابخانه او پر است از کتاب‌های که روی چرم سفید رنگ یا پوست جانوران یا منسوجات نگاشته‌اند، به طوری که سقف خانهٔ او را پر می‌کرده‌است و نظایر همین مطالب را هم دربارهٔ برخی دیگرمانند اصمعی و حماد و ابو عبیده گفته‌اند؛ نوع دیگر کتابخانه‌های عمومی است، کتابخانه‌های بودند که رجال دولت یا علمای ثروتمند دینی یا مردمان بافرهنگ و خیرخواه تأسیس می‌کردند که مهم‌ترین آن‌ها بیت الحکمه هارون الرشید در بغداد است که به جرئت می‌توان گفت: همهٔ کتاب‌های که به عربی ترجمه شده‌است را دربردارد.
به تدریج دراواخرقرن سوم و اوایل قرن چهارم دارالعلوم‌های به وسیله علما و امرا تأسیس شد که تفاوتشان با کتابخانه‌ها (دارالکتب یا خزانة الحکمه در این بود که دارالعلوم‌ها در صورت نیاز کمک هزینه‌ای برای طلاب در نظر گرفته می‌شد وآنهایی هم که از مکانی دور می‌آمدند محل اقامتی برای آن‌ها در نظر گرفته می‌شد، مانند دارالعلوم ابوالقاسم جعفر بن محمد بن حمدان فقیه شافعی (متوفی ۳۲۳) در موصل دارالعلومی احداث کرد و در آن کمک هزینه‌ای برای طلاب نیازمند در نظر گرفته بود
به این صورت و با گذشت زمان و افزایش علاقه مردم به آموختن و فراهم کردن شرایط آن توسط سلاطین و حاکمان کم‌کم روند آموزش و تعلیم گسترش یافت و بستر را برای ایجاد مدارس به صورت سازماندهی تر آماده کرد.

## مدارس
در قرن سوم با گسترش قلمرو اسلام وآشنایی مسلمانان با اصول ادیان مذاهب و مکاتب دیگر و انتقاد پیروان آن‌ها از برخی عقاید و آداب و لزوم پاسخگویی و حل معضلات و تفسیر اعتقادات و آشنایی و نیاز به علوم همانند طب و نجوم – زمینه اجتماعی و فرهنگی لازم برای تبادل اندیشه‌ها از طریق تدوین و ترجمه کتاب و بحث و مناظره فراهم شد و در دربار تنی چند از خلفای عباسی محل تردد مترجمین_فلاسفه و اطبا گردید (سلطان زاده، ۱۳۶۴: ۹۰)
متن فوق نشان دهنده این موضوع است که اجتماع آمادگی کامل را برای پذیرش این مسئله که آموزش باید متمرکز باشد و احتیاج به جای متمرکز جهت آموزش و تحصیل لازم و ضروری است و نبود آن در جامعه آن روز احساس می‌شود؛ تعدد مکتب‌های فلسفی و مذهبی و ضرورت تعلیمات کلاسیک و بلند مدت منجر به گستر تعلیم و تربیت و ازدیاد طلاب گردید و ضرورت ایجاد فضاهای خاص برای این منظور که هم بحث و جدل و غوغای طلاب مزاحم عابدین نشود و هم آمد و شد عوام باعث ایجاد اختلال در تدریس نگردد (همان: ۹۴)
پیدایش مدارس تحول بزرگی را در بخش جهان اسلام به وجود آورد به وسیلهٔ آن‌ها بنیان آموزش در اسلام گذاشته شد و علاوه بر انگیزه‌های دینی که قصد آن‌ها از خواندن و نوشتن شناخت مسائل دینی است، انگیزه‌های علمی هم بر آن افزوده شد و شناخت سایر علوم در رأس قرار گرفت؛ در مباحث قبلی به این موضوع اشاره شده‌است که اولین مدارس توسط افراد نیکوکار یا دانشمندان ساخته شده‌است که توسط هزینه‌های شخصی آن‌ها اداره می‌شد و بعدها مدارسی تأسیس شد که زیر نظر حکومت وقت اداره می‌شد این مدارس به نام مدارس دولتی شناخته شده‌اند.

## مدارس خصوصی و مردمی
این نوع مدارس قبل از تأسیس نظامیه‌ها وجود داشته‌اند و می‌توان از مدرسه امام ابوبکر بن فورک اصفهانی (۴۰۵ ه. ق) در نیشابور، مدرسه سعیدیه که آن را نصر بن سبکتکین برادر سلطان محمود غزنوی مشهور بنا کرد و مدرسه‌ای که اسماعیل استرآبادی صوفی و واعظ بنیاد کرد و نیز مدرسه دیگری که برای استاد ابواسحق شیرازی بنا شده‌است نام برد (حلبی، ۱۳۸۲ :۴۱۰)، این نوع مدارس در آغاز در خانهٔ استاد تشکیل می‌شد که دانشجویان استاد در آن گرد هم می‌آمدند و در محضر استاد به آموزش مشغول می‌شدند و منبع مالی آن را خود استاد تأمین می‌کرد و در اکثر اوقات از دارایی شخصی او بود. زرین کوب هم در رابطه با این مدارس اشاره می‌کند که «بزرگان علماء اسلام تربیت یافته آن مدارس بودند که همه یا غالب آنها از محل اوقاف اهل بر بوده است و خلفا و سلاطین به‌طور مستمر و مستقیم در کار آنها نظارت نداشتند و به اصطلاح امروز ما این مدارس ملی بود، غالب آنها تعلیم آزاد بود» (زرین کوب ،۱۳۹۲: ۴۴).

## مدارس دولتی
تا قبل از نیمه قرن پنجم هجری قمری نمی‌توان از مدارس دولتی مهمی نام برد اما با توجه به تغییراتی که در نظام آموزشی جامعه اسلامی پدید آمد، ازطرفی دیگر کار تعلیم در تمدن اسلامی در جهات مختلف نضج گرفت و به ثمر رسید و عالمان و فقیهان و پزشکان و فیلسوفان بزرگی پیدا شدند ولی در اسلام مدرسهٔ مستقلی مانند آنچه در این روزگار به چشم می‌خورد نبود و مورخان مسلمان تقریباً متفق‌القولند که نخستین کسی که مدارسی را بنا کرد و تمدن اسلامی را به وجود آورد این زینت بزرگ را مزین ساخت خواجه نظام الملک حسن طوسی بود (حلبی ۱۳۸۲ :۴۱۰).

## نظامیه‌ها
یکی از نهادهای علمی_فرهنگی که در شکوفایی فرهنگ اسلامی تأثیری شگرف داشت نظامیه‌ها بودند، در نیمه دوم سده پنجم هجری توسط خواجه نظام الملک طوسی وزیر آلپ ارسلان سلجوقی با تأسیس مدارس نظامیه در نیشابور، بغداد و دیگر شهرها (بلخ، هرات، اصفهان، آمل، کاشان و…)، نهادی شبیه به دانشگاهای امروزی را پایه‌گذاری کرد و با این اقدام نهاد آموزش عالی را در تمدن اسلامی به اوج کمال خود رساند (غلامحسن حسین‌زاده شانه چی- آزاده ملحانی، زمستان۱۳۹۲: ۱۵۸). با توجه به اشاره به مدارس خصوصی و دولتی، جرجی زیدان اشاره می‌کند که اشتهار مدرسه نظامیه بغداد از آن روست که خواجه نظام الملک برای اولین بار تدریس را در آن مدرسه را مجانی ساخت و برای شاگردان مقرری معین کرد (جرجی زیدان، ۱۳۶۹: ۶۲۶)، به نظر می‌آید می‌شود این موضوع را به سایر نظامیه‌ها هم تعمیم داد و نظام آموزشی رایگان وتخصیص مقرری بر بقیه هم صدق می‌کند.
درکارنامه اسلام هم به این موضوع اشاره می‌شود که مدرسه نظامیه برخلاف مشهور اولین مدرسه اسلامی نبوده‌است اما بی شک از خیلی جهات سر مشق مدارس مهم اسلام و جهان شده‌است؛ این مدارس حتی سر مشقی شد برای دارالعلم‌های اروپا، قدیمی‌ترین دانشگاه اروپا که سالرنو در ایتالیا از تأثیر مدارس اسلامی خالی نبود، مدارس بزرگ دیگرمثل دانشگاه بولونیا و دانشگاهای پاریس- مونپلیه واکسفورد همگی بعد از قرن دوازدهم میلادی به وجود آمدند (زرین کوب، ۱۳۹۲: ۴۵)
مطالب فوق اهمیت مدارس نظامیه و میزان تأثیر آن‌ها بر دیگر مدارس در اقصی نقاط جهان را نشان می‌دهد، خواجه نظام الملک طوسی مؤسس مدارس نطامیه وزیر مقتدر آلپ ارسلان سلجوقی که پس از قتل او به وزارت ملکشاه رسید، که سیاست‌های در جهت تثبیت امور- ایجاد امنیت عمومی و به نظم درآوردن قواعد اخذ خراج او را به عنوان یکی از بزرگترین وزیری که شرق تاکنون دیده است تبدیل کرده‌است (اشپولر، ۱۳۵۴ :۱۳۲)